# Paul Wessner
Eduard Alwin Paul Wessner (* 14. August 1870 in Oberkamsdorf bei Jena; † 11. Mai 1933 in Oldenburg) war ein deutscher Klassischer Philologe. Er ist besonders als Herausgeber der Terenz- und Juvenal-Scholien bekannt.

## Leben

### Werdegang
Paul Wessner, der Sohn eines Kaufmanns, wuchs in Jena auf und blieb mit der Stadt sein Leben lang in Verbindung. Er besuchte dort das Gymnasium Carolo-Alexandrinum, leistete von 1889 bis 1890 den Militärdienst beim 94. Infanterieregiment ab und begann gleichzeitig sein Studium an der Universität Jena. Er studierte Latein, Griechisch und Geschichte auf Lehramt. Während des Studiums prägte ihn besonders der Latinist Georg Goetz, der Wessner zur Beschäftigung mit der römischen Dichtung und insbesondere den lateinischen Grammatikern anregte. Bereits 1893 wurde Wessner mit einer Dissertation über den Horaz-Kommentar des Pomponius Porphyrio zum Dr. phil. promoviert.
Nach dem Staatsexamen (1893) absolvierte Wessner in Jena den Vorbereitungsdienst für das höhere Lehramt (Seminar- und Probejahr). Zu Ostern 1897 erhielt er eine Anstellung als Oberlehrer in Bremerhaven. Im April 1898 wechselte er nach Halle an der Saale, wo er als Lehrer und Internatsleiter an der Lateinschule der Franckeschen Stiftungen arbeitete. Im Herbst 1908 wurde er zum Direktor des Großherzoglich-Oldenburgischen Gymnasiums in Birkenfeld ernannt und stand seitdem im Staatsdienst des Großherzogtums Oldenburg. Im Herbst 1911 wechselte er als Direktor an das Mariengymnasium Jever. Am 1. Januar 1913 wurde er zum Oberschulrat im evangelischen Oberschulkollegium zu Oldenburg ernannt, außerdem zum Referent über das höhere Schulwesen im Ministerium. Im Ersten Weltkrieg war Wessner als Hauptmann der Landwehr beim Heer und im Bildungssektor tätig und kehrte anschließend in seine zivilberufliche Stellung zurück. Er stieg 1921 zum Ministerialrat auf und wurde am 29. Oktober 1932, nachdem die Oberschulkollegien durch die nationalsozialistische Regierung aufgehoben worden waren, zum Vorsitzenden der neu gebildeten Evangelischen Abteilung des Ministeriums der Kirchen und Schulen ernannt.
Neben seinen beträchtlichen Aufgaben im Schuldienst gelang es Wessner, seine wissenschaftlichen Vorhaben fortzusetzen. Er beschäftigte sich besonders mit den Grammatikern und ihren Kommentaren zur römischen Dichtung. Die Schulferien verbrachte er meist in Bibliotheken, besonders in seiner Heimatstadt Jena.

### Tätigkeit in der Klassischen Philologie
Wessners erstes größeres Vorhaben war eine Edition der antiken Terenzkommentare, deren Entstehungs- und Überlieferungsgeschichte nur unzureichend geklärt war. Er trat dazu unter anderem mit Karl Dziatzko in Kontakt, der ihm seine umfangreichen Kollationen zur Verfügung stellte. Nach jahrelangen Vorarbeiten veröffentlichte Wessner von 1902 und 1903 den Kommentar des Aelius Donatus und 1908 den des Eugraphius. Ein weiterer Band, der die Scholia Bembina enthalten sollte, kam nicht zustande. Mit der Eugraphius-Edition brachte er ein Vorhaben zu Ende, das mehrere Generationen vor ihm begonnen und nicht abgeschlossen worden war: Bereits Ludwig Schopen hatte eine Edition vorbereitet, sie aber nicht zu Ende gebracht. Nach seinem Tod ging das Material an August Reifferscheid, der es seinerseits Georg Wissowa weitergab. Wissowa übergab die Materialien und Kollationen schließlich an Wessner, der sie in seiner Edition verarbeitete.
Weitere aufwendige Projekte, an denen Wessner bis an sein Lebensende arbeitete, waren die Scholien zu Ciceros Rede Pro T. Annio Milone und die zu Juvenal, die 1911 bzw. 1931 in kritischen Editionen erschienen. Darüber hinaus verfasste er seit 1905 über 30 Artikel für Paulys Realencyclopädie der classischen Altertumswissenschaft (RE).
Paul Wessner starb am 11. Mai 1933 im Alter von 62 Jahren, vermutlich an den Folgen seiner Überarbeitung. Sein Nachlass, der umfangreiche Materialsammlungen, Handexemplare und Manuskripte enthält, befindet sich in der Thüringer Universitäts- und Landesbibliothek in Jena.

## Familie
Wessner war verheiratet mit Helene geb. Schenk (1871–1931). Aus der Ehe entstammte ein Sohn.

## Schriften (Auswahl)
- Aelii Donati quod fertur commentum Terenti. Accedunt Eugraphi commentum et scholia Bembina. Drei Bände in vier Teilen, Leipzig 1902–1908. Nachdruck Stuttgart 1962–1963
- Ciceros Rede für T. Annius Milo mit dem Kommentar des Asconius und den Bobienser Scholien. Bonn 1911. Nachdruck Berlin 1968
- Scholia in Juvenalem vetustiora collegit, recensuit, illustravit Paulus Wessner. Leipzig 1931. Nachdruck Stuttgart 1967